# Els Ports
Els Ports (em valenciano e oficialmente) ou Los Puertos de Morella (em castelhano) é uma comarca da Comunidade Valenciana, na Espanha. Está localizada na província de Castelló e sua capital é Morella. Limita com as províncias de Teruel (em Aragão), Tarragona (na Catalunha) e com as comarcas valencianas de Baix Maestrat e Alt Maestrat.

## Municípios
| Município             | População | Superfície | Densidade |
| --------------------- | --------- | ---------- | --------- |
| Morella               | 2.854     | 413,5      | 6,90      |
| Forcall               | 540       | 39,3       | 13,74     |
| Cinctorres            | 504       | 34,9       | 14,44     |
| Portell de Morella    | 258       | 49,40      | 5,22      |
| Castellfort           | 235       | 66,7       | 3,52      |
| La Mata               | 195       | 15,2       | 12,82     |
| Todolella             | 143       | 34,0       | 4,20      |
| Zorita del Maestrazgo | 152       | 68,8       | 2,20      |
| Olocau del Rey        | 135       | 44,0       | 3,06      |
| Vallibona             | 98        | 91,4       | 1,07      |
| Herbés                | 65        | 27,1       | 2,39      |
| Villores              | 53        | 5,3        | 10,00     |
| Palanques             | 34        | 14,3       | 2,37      |